# Leucothyreus insularis
Leucothyreus insularis är en skalbaggsart som beskrevs av Karl Henrik Boheman 1858. Leucothyreus insularis ingår i släktet Leucothyreus och familjen Rutelidae. Inga underarter finns listade i Catalogue of Life.